# Chalcosyrphus chalybeus
Chalcosyrphus chalybeus är en tvåvingeart som först beskrevs av Christian Rudolph Wilhelm Wiedemann 1830.  Chalcosyrphus chalybeus ingår i släktet mulmblomflugor, och familjen blomflugor. Inga underarter finns listade i Catalogue of Life.